# آلن براون (بازیکن فوتبال، زاده ۱۹۱۴)
آلن براون (انگلیسی: Alan Brown; ۲۶ اوت ۱۹۱۴ – ۸ مارس ۱۹۹۶) بازیکن فوتبال اهل بریتانیا بود.
از باشگاه‌هایی که در آن بازی کرده‌است می‌توان به باشگاه فوتبال هادرزفیلد تاون، باشگاه فوتبال نوتس کانتی، و باشگاه فوتبال برنلی اشاره کرد.